# Xã Union, Quận Highland, Ohio
Xã Union (tiếng Anh: Union Township) là một xã thuộc quận Highland, tiểu bang Ohio, Hoa Kỳ. Năm 2010, dân số của xã này là 2.065 người.